# Kui Anija mehed Tallinnas käisid

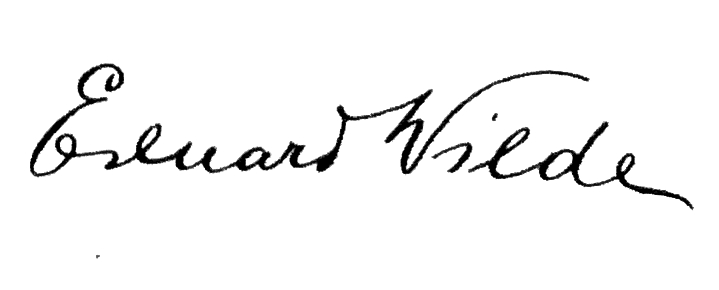

Kui Anija mehed Tallinnas käisid (Als die Männer aus Anija nach Tallinn kamen) ist der Titel eines Romans des estnischen Schriftstellers Eduard Vilde (1865–1933). Er erschien 1903 im estnischsprachigen Original.

## Erscheinen
Eduard Vilde machte sich unmittelbar nach Abfassung seines Romans Aufruhr in Mahtra an die Arbeit zu einem Folgeroman, der thematisch eng mit dem vorangegangenen Werk verbunden ist. Schon bei der Arbeit an diesem Roman war er im Archiv auf Materialien zu den Männern aus Anija gestoßen, die 1858 in Tallinn öffentlich ausgepeitscht worden waren. Nun fuhr er nochmals in die Gegend und interviewte Zeitzeugen, wobei ihn der örtliche Gemeindesekretär unterstützte.
Vilde war zu jenem Zeitpunkt Redakteur der Zeitung Teataja, die er selbst 1901 gemeinsam mit Konstantin Päts gegründet hatte, und hier erschien der Roman als Fortsetzungsgeschichte vom 2. (neuen Stils 15.) Januar bis zum 12. (25.) März 1903. Im gleichen Jahr wurde die erste Buchausgabe im Verlag G. Pihlakas gedruckt, der in den Jahren 1929, 1940, 1946, 1948, 1955, 1960 und 1970 Neuauflagen folgten. Außerdem ist der Roman als Hörbuch erhältlich.

## Handlung
Auch für diesen Roman bildet das Aufbegehren der unterdrückten und abhängigen estnischen Bauern gegen die deutschbaltischen Feudalherren den historischen Rahmen, worauf der Titel bereits verweist. Jedoch bildet die soziale Auseinandersetzung eher den Hintergrund, vor dem im Stile eines Bildungsromans der Werdegang eines jungen Mannes beschrieben wird, der seinem Schicksal entkommen will und vom Lande in die Stadt flieht, sich erfolgreich emporarbeitet, letztlich aber an dem Fluch zugrunde geht, dem er entkommen wollte.
Die Hauptperson Mait Luts ist der Sohn von Baron Riesenthal und Frucht einer Vergewaltigung, die dieser an der bei ihm beschäftigten estnischen Dienstmagd begangen hatte. Zur Vertuschung seiner Tat gab der Gutsbesitzer Maits Mutter einem estnischen Bauern zur Frau und verpflanzte sie in eine Nachbargemeinde. Dort aber wird Mait als „Sohn eines Barons“ gehänselt, und allmählich kommt er hinter das Geheimnis seiner Herkunft. Gleichzeitig verfügt er über handwerkliches Geschick und träumt davon, in die Stadt zu gehen und ein Handwerk zu erlernen. Hierzu aber bedarf es der Einwilligung „seines“ Gutsbesitzers, da trotz der Aufhebung der Leibeigenschaft Anfang des 19. Jahrhunderts keine wirkliche Freizügigkeit in Estland herrschte. Wider Erwarten erhält er dessen Zustimmung auch, nachdem er seinen leiblichen Vater aufgesucht und sanft unter Druck gesetzt hatte: Wenn er ihm nicht helfe, würde er das Geheimnis seiner Herkunft ausplaudern. Da dem Gutsbesitzer nicht daran gelegen ist, willigt er ein.
In Tallinn erhält Mait Luts beim Tischlermeister Wittelsbach eine Lehrstelle und arbeitet sich zum Gesellen hoch, was sich in der Eindeutschung seines Namens manifestiert: Aus Mait Luts ist nun Matthias Lutz geworden. Um vom Gesellen zum Meister aufzusteigen, müsste er als unstandesgemäßer Bauernsohn aber noch in höhere Gesellschaftsschichten einheiraten, und hierzu bietet sich Berta, die jüngere Tochter des Meisters, an. Nach anfänglichen Schwierigkeiten kommen sich die beiden auch näher, aber die standesbewusste Frau von Meister Wittelsbach will von einer Heirat ihrer Tochter mit einem Bauernsohn nichts wissen. Während die einander Zugetanen allerlei Listen bedenken, wird ausführlich das Tallinner Leben Mitte des 19. Jahrhunderts beschrieben.
Bei dieser Beschreibung wird gelegentlich mit Fußnoten auf Vildes vorangegangenen Roman Mahtra sõda verwiesen, ferner wird in einem Kapitel, das die gleiche Überschrift wie der ganze Roman trägt, ausführlich und teilweise in dokumentarischem Stil die 1858 tatsächlich erfolgte Auspeitschung der Bauern auf dem Tallinner Markt beschrieben. Gleichzeitig werden zwei neue Personen eingeführt, die für den Fortgang der Handlung entscheidend sind: Leena, eine junge Frau, die wie Mait seinerzeit vom Land in die Stadt geflohen ist, um einem lüsternen Gutsbesitzer zu entkommen, und Konrad, ein Handwerksbursche aus Deutschland, der sich über die seltsamen Verhältnisse in Estland wundert und zu Maits bestem Freund wird.
Unter den verprügelten Bauern war auch Maits Vater, den er zur Pflege kurzzeitig bei Meister Wittelsbach unterbringt. Hier hat auch Leena einen illegalen Unterschlupf bekommen, weil Wittelsbach den Landadel nicht ausstehen kann. Sie kümmert sich voller Mitleid um die geschundenen Bauern, während Berta sich angewidert abwendet. Bei Mait führt dies zu Zweifeln an seiner Liebe und letztlich einer Hinwendung zu Leena. Sobald Berta das bemerkt hat, verpfeift sie Leena bei der örtlichen Polizei, und Wittelsbach gelingt es nur durch seine guten Beziehungen, sie vor dem Schlimmsten – der Auslieferung aufs Land und in die Fänge „ihres“ Barons – zu bewahren. Leena darf in der Stadt bleiben, muss aber als Dienstmädchen bei einer jungen Adligen in Tallinn arbeiten. Dies ist allerdings die Schwester desselben Barons, vor dem Leena seinerzeit geflüchtet war, des jungen Baron Riesenthals, Sohn von Maits leblichem Vater.
Mait heiratet schließlich Leena und scheint sich ein junges Familienglück aufbauen zu können, was jedoch abrupt zerstört wird: Vier Monate nach der Hochzeit taucht Leena unter und kommt mit einem Kind nieder, das nicht von Mait sein kann. Tatsächlich hat der junge Baron Riesenthal – im Hause seiner Schwester – sie gewaltsam geschwängert, es wiederholt sich also dasselbe, was Riesenthals Vater mit Maits Mutter getan hatte. Daraufhin fällt Mait einerseits in eine tiefe Depression und gibt sich dem Alkohol hin, sinnt andererseits aber auch auf Rache. Tatsächlich greift er dann Vater und Sohn Riesenthal eines Nachts an und streckt den Alten nieder, wird vom jungen Baron aber mit einer Waffe gefährlich verletzt. Er kann sich noch nach Hause schleppen, stirbt aber alsbald an einer Blutvergiftung.

## Rezeption
Gemeinsam mit dem vorangegangenen Mahtra sõda (1902) und dem nachfolgenden Prohvet Maltsvet (1905–1908) bildet der Roman die so genannte historische Trilogie von Eduard Vilde. Dabei besteht der Zusammenhang nicht in den Personen, sondern im behandelten Thema, da der Autor aus dem gleichen historischen Material schöpft. Auch in diesem Roman sind die scharfen sozialen Gegensätze das beherrschende Thema, die psychologisch überzeugend dargestellt werden. Die simple und bittere Schlussfolgerung lautet, dass das Schicksal der Hauptfigur tragisch endet „aufgrund der Brutalität der Gutsbesitzer.“
Im Roman spielen „physische und sexuelle Gewalt eine wichtige Rolle“, und in seiner aggressiven Anprangerung der bestehenden sozialen Verhältnisse ist Vilde mit Gerhart Hauptmann und Hermann Sudermann verglichen worden. Dieser Aspekt von Vildes kritischem Realismus führte dazu, dass man in der DDR einem 1933 verstorbenen Autor sogar noch nachsagen konnte, er „hinterließ ein sozialkritisches, humanistisches, volkstümliches Werk, dessen beste Zeugnisse dem sozialistischen Realismus wesensverwandt sind.“ (!)

## Adaptationen und Übersetzungen in andere Sprachen
- 1946 wurde eine Bühnenfassung erstellt: Näidend kolmes vaatuses proloogiga, E. Vilde samanimelise romaani järgi Enn Toona. Tallinn: Ilukirjandus ja Kunst 1946. 111 S.

Eine Übersetzung ins Deutsche liegt bislang nicht vor, der Roman ist in den folgenden Sprachen erschienen:
- Lettisch: Anijas vīri. No igaunu valodas tulk. J. Žigurs un A. Kempe. Rīgā : LVI, 1956. 284 S.
- Russisch: Ходоки из Ания. Перевод с эстонского языка: В. Бергман. Таллинн: Художественная литература 1949. 400 S.; Neuübersetzung: Ходоки из Ания. Перевод с эстонского М. Кулишовой. Таллинн: Ээсти раамат 1969. 316 S.
- Ukrainisch: Ходаки з Анiя: iсторичний роман. З естоньскої. Киïв: Державне видавництво художньої лiтератури 1957. 270 S.